# Emil Bisttram
Emil Bisttram (* 7. April 1895 in Nagyvarad, Ungarn (heute Oradea, Rumänien); † 26. Februar 1976 in Taos, New Mexico) war ein ungarisch-amerikanischer Maler, der für seine Beiträge zur abstrakten Kunst und seine Rolle als Mitbegründer der Transcendental Painting Group bekannt ist.

## Leben
Emil Bisttram wurde 1895 in Nagyvarad, Ungarn geboren und emigrierte 1906 mit seiner Familie in die Vereinigten Staaten. Seine künstlerische Ausbildung erhielt Emil Bisttram in New York City, wo er an renommierten Institutionen wie der National Academy of Design, der Art Students League und der Cooper Union studierte. Zu seinen Lehrern gehörten Leon Kroll und Jay Hambidge, deren Prinzipien der dynamischen Symmetrie das Werk von Emil Bisttram stark beeinflussten. Ein Guggenheim-Stipendium ermöglichte ihm 1931 ein Studium der Freskomalerei bei Diego Rivera in Mexiko. Diese Erfahrung prägte seine spätere Arbeit als Wandmaler und Künstler im öffentlichen Raum nachhaltig.
Emil Bisttram ließ sich 1932 in Taos, New Mexico nieder, wo er die Taos School of Art gründete. In den 1930er Jahren schuf er Wandmalereien im Rahmen der New-Deal-Programme, darunter Werke für das Justizministerium in Washington, D.C., und das Gerichtsgebäude in Taos. Seine frühen Werke waren von der Architektur und den spirituellen Traditionen des amerikanischen Südwestens beeinflusst, entwickelten sich aber zunehmend zu einer gegenstandslosen Kunst.
1938 gründete Emil Bisttram zusammen mit Raymond Jonson die Transcendental Painting Group, deren Ziel es war, die spirituelle Dimension der Kunst durch Abstraktion zu erforschen. Die Gruppe, der auch Künstler wie Agnes Pelton und William Lumpkins angehörten, verband Einflüsse aus Theosophie, Mystik und moderner Ästhetik.
Emil Bisttram blieb zeitlebens ein aktives Mitglied der Kunstszene von Taos. Er war an der Gründung der Taos Artists Association (1952) beteiligt und hatte bedeutende Einzelausstellungen, unter anderem im Dallas Museum of Art und im San Francisco Museum of Art. Seine Werke befinden sich heute in den Sammlungen des Metropolitan Museum of Art, des Smithsonian American Art Museum und anderer bedeutender Museen.

## Werk
Emil Bisttram verband in seinen Werken geometrische Formen mit spirituellen Themen, inspiriert von indianischen Motiven, den Prinzipien der dynamischen Symmetrie und Wassily Kandinskys Ideen über die spirituelle Dimension der Kunst. Seine Werke wie The Oversoul und Upward (ca. 1940) spiegeln seinen Glauben an die transformative Kraft der Kunst wider.